# 戀旅～True Tours Nanto～
《戀旅～True Tours Nanto～》是日本電視動畫作品。2013年4月28日起於日本南礪市地區播放。

## 概要
P.A. Works以南礪市為舞台打造的旅遊宣傳動畫。
2013年4月28日開始在南礪市各地區限定放送。

## 劇情簡介
故事以劇情發生地點分為三個部分。主要講述各組男女主角的戀愛故事。

## 角色

### 耀司和千晶篇
須川耀司（聲：增田裕生）
已與千晶交往5年，但在千晶不知情的狀況下，決定轉調工作。
逢澤千晶（聲：名塚佳織）
當千晶知曉耀司轉調工作時，決定與其分手。

### 晴喜和葵篇
橫川晴喜（聲：吉野裕行）
雕刻師父的兒子，但本人對自己的雕刻技術沒有自信。
新藤葵（聲：高垣彩陽）
晴喜的青梅竹馬，當地土產商店的店員。

### 匠和夏子篇
西匠（聲：石井真）
在IOX-AROSA滑雪場乘纜車工作的青年，滑雪初學者。
石倉夏子（聲：井口裕香）
喜歡金卡納賽車運動的戶外派。在椿館工作。

## 電視動畫
2013年4月28日起於日本南礪市地區播放。

### 工作人員[3]
- 監督：西村純二
- 腳本：岡田麿里、西村純二
- 角色原案：tanu
- 角色設計：吉田優子
- 美術監督：竹田悠介
- 色彩設計：井上佳津枝
- 攝影監督：出水田和人
- 編集：邊見俊夫
- 3D監督：出山崎嘉雅
- 2D/特殊效果：加藤千惠
- 音響監督：若林和弘
- 音樂：松田彬人
- 動畫制作：P.A. Works
- 企劃協力：永谷敬之
- 企劃：南礪市、南礪市觀光協會、戀旅Nanto project、P.A.WORKS、ヨーズマー、富山AR協會、MAKI planning
- 製作：南礪市

### 主題曲
- 耀司和千晶篇

「sympathetic world」
歌：eufonius、作詞：riya、作曲・編曲：
- 晴喜和葵篇


歌：eufonius、作詞：riya、作曲・編曲：
- 匠和夏子篇

「Paslaptis」
歌：eufonius、作詞・作曲：riya、編曲：bermei.inazawa

### 各話標題
| 集數 | 日文標題      | 中文標題        |
| ---- | ------------- | --------------- |
| #01  | 耀司と千晶 編 | 耀司與千晶 前篇 |
| #02  | 耀司と千晶 編 | 耀司與千晶 後篇 |
| #03  | 晴喜と葵 編   | 晴喜與葵 前篇   |
| #04  | 晴喜と葵 編   | 晴喜與葵 後篇   |
| #05  | 匠と夏子編    | 匠與夏子 前篇   |
| #06  | 匠と夏子編    | 匠與夏子 後篇   |

## 外部連結
- 動畫官網 （页面存档备份，存于）合并至官网 （页面存档备份，存于）（日語）
- 恋旅@南砺市的X（前Twitter）（日語）